# 온양신정중학교
온양신정중학교(溫陽新井中學校)는 대한민국 충청남도 아산시 실옥동에 있는 공립 중학교이다.

## 학교 연혁
- 2005년 7월 6일 : 온양신정중학교 설립인가(36학급)
- 2007년 3월 1일 : 제1대 김완식 교장 취임
- 2007년 3월 5일 : 제1회 입학식(12학급 394명)
- 2007년 6월 19일 : 개교기념식
- 2010년 2월 10일 : 제1회 졸업식(11학급 391명)
- 2024년 1월 5일 : 제15회 졸업식(248명) (총 4,613명)
- 2024년 3월 4일 : 입학식(201명)
- 2024년 9월 1일 : 제8대 조원찬 교장 부임

## 참고 자료
- 온양신정중학교 - 한국교육학술정보원 학교알리미